# Enzo Traverso
Enzo Traverso (* 14. října 1957 Gavi) je italský historik.
V roce 1982 absolvoval Janovskou univerzitu. Doktorát získal na École des hautes études en sciences sociales (EHESS) v Paříži, kde jeho práci vedl Michael Löwy. Pracoval pro Mezinárodní institut pro výzkum a vzdělávání v Amsterdamu, pak působil na Pikardské univerzitě, Univerzitě Paříž VIII a na EHESS. V roce 2009 získal profesuru a od roku 2013 vyučuje na Cornellově univerzitě v USA.
Zabývá se moderními dějinami, především vznikem totalitarismu a násilí. Věnuje se také postavení intelektuálů ve společnosti, zkoumá myšlení Waltera Benjamina, Siegfrieda Kracauera a Theodora Adorna.
Byl příznivcem radikálně levicových skupin Potere Operaio a Ligue communiste révolutionnaire a přispíval do časopisu Critique communiste. Účastnil se akcí Jour fixe initiative berlin, zasedal v redakční radě časopisu La Quinzaine littéraire a nakladatelství La Fabrique. V roce 2014 mu byla udělena cena Pozzale Luigi Russo.
Česky vyšla jeho kniha Trhlina v dějinách. Esej o Osvětimi a intelektuálech (Academia 2006, překlad Helena Beguivinová).